# رضة خطيرة
الرضة الخطيرة هي تلف الخلية أو نسيج أو عضو بسبب مرض أو اعتداء، نميّز فيها ثلاثة أنواع مهمة:
- إصابة التهابية كالنّملة والروماتزم.
- إصابة ضمورية، كتشمع الكبد.
- إصابة وَرَمية ؛ إمّا ورما حميدا كالثـؤلل... المعروف باحترامه لحدوده وبخاصّة عدم انتقاله من مكانه، و ورما خبيثا أي السرطان المعروف بحدوده المائعة وبإمكانية انتشاره المؤلم والمميت (ينتشر إقليميا أوّلا ثمّ في سائر أنحاء الجسم، لذا ينبغي علاجه مبكّرا قبل انتشاره، علاجه في هذه المرحلة المبكّرة فعّال، لكن المشكلة أنّه صامت في بدايته وعندما يُعرف؛ يؤلم ويكون قد انتشر، الحلّ إذن في التّشخيص الدّوري خاصّة إذا كانت هناك مظانّ.. منها ما هو عامّ كالتّدخين والكحول و الصخر الحريري ومنها ما هو خاصّ كالسعال العنيد ذو الضّراوة لسرطان الرئة والنزيف الشرجي البسيط لكن الدّائم والعنيد لسرطان القولون والخال إذا تغيّر لونه أو حجمه أو حسّه).[2]

في عام 2002، كانت الإصابات المتعمدة وغير المتعمدة السببان الخامس والسابع الرئيسيين للوفيات في جميع أنحاء العالم، وهو ما يمثل 6.23% و2.84% من جميع الوفيات. لأغراض بحثية، يعتمد التعريف غالبًا على درجة شدة الإصابة (ISS) عندما تزيد عن 15.

## التصنيف
تصنف الإصابات عمومًا إما من حيث شدتها، أو موقع الضرر، أو مزيج من الاثنين معا. من الممكن أيضًا تصنيف الرضة ديموغرافيًا، مثل العمر أو الجنس. كما يمكن تصنيفها حسب نوع القوة المُطبقَّة على الجسم، مثل الإصابة الكليلة أو الإصابة المخترِقة. لأغراض البحث، يمكن تصنيف الإصابة باستخدام مصفوفة باريل، والتي تستند إلى نظام ICD-9-CM. الغرض من المصفوفة هو التوحيد الدولي لتصنيف الصدمات. تُصنف الرضة الخطيرة في بعض الأحيان حسب مساحة الجسم. الإصابات التي تؤثر على 40% هي صدمات متعددة، و30% هي إصابات في الرأس، و20% هي إصابة في الصدر، و10% إصابة في البطن، و2% إصابة في الأطراف.
توجد مقاييس مختلفة لتوفير مقياس تدريجي لقياس شدة الإصابات. يمكن استخدام القيمة لفرز المُصابين أو للتحليل الإحصائي. تقيس جداول الإصابات الأضرار التي لحقت بالأجزاء التشريحية أو القيم الفسيولوجية (ضغط الدم وما إلى ذلك) أو الأمراض المصاحبة أو مزيج مما تقدم. يُستخدم مقياس الإصابة المختصر ومقياس غلاسكو للغيبوبة بشكل شائع لتحديد الإصابات لغرض فرز المرضى والسماح لنظام بمراقبة أو «توجيه» حالة المريض في بيئة سريرية. يمكن أيضًا استخدام البيانات في التحقيقات الوبائية ولأغراض البحث.
ما يقرب من 2% من أولئك الذين عانوا من إصابة حساسة يعانون من إصابة في الحبل الشوكي.

## الأسباب
قد تكون الإصابات ناجمة عن أي مجموعة من القوى الخارجية التي تؤثر فيزيائيًا على تركيبة الجسم الطبيعية. الأسباب الرئيسية للوفاة عن طريق الرضة هي الإصابة الكليلة، حوادث وسائل النقل، وحوادث السقوط، تليها الإصابات المخترِقة مثل جروح الطعنات. الرضة الكليلة بفروعها هي السبب الأول والثاني للوفاة بسبب الإصابة.
لأغراض إحصائية، تُصنَّف الإصابات على أنها متعمدة مثل الانتحار، أو غير متعمدة، مثل تصادم السيارات. الإصابة المتعمدة هي سبب شائع للإصابات. تحدث الإصابة المُخترِقة عند دخول جسم غريب مثل رصاصة أو سكين إلى نسيج الجسم، مما يؤدي إلى حدوث جرح مفتوح. في الولايات المتحدة، تحدث معظم الوفيات الناجمة عن الإصابة المُخترِقة في المناطق الحضرية وتكون 80% من هذه الوفيات ناتجة عن الأسلحة النارية. تُعد الإصابة الناجمة عن انفجار إصابةً معقدةً لأنها تتضمن عادةً كلًا من الرضة الكليلة والإصابة المُخترِقة، وقد تترافق أيضًا مع إصابة بحروق. قد تتزامن الرضة أيضًا مع نشاط معين، مثل الإصابة أثناء العمل أو الإصابة الرياضية.

## فيزيولوجيا المرض
يستجيب الجسم للإصابة الرضّية بشكل عام في أجهزة الجسم المختلفة وبشكل موضعي في مكان الإصابة. تحاول هذه الاستجابة حماية الأعضاء الحيوية مثل الكبد، للسماح بمزيد من تضاعف الخلايا لمعالجة الأضرار الحاصلة في أنسجة الجسم. يعتمد وقت الشفاء من الإصابة على عوامل مختلفة بما في ذلك الجنس والعمر وشدة الإصابة.
قد تظهر أعراض الإصابة بعدة طرق مختلفة، بما في ذلك:
- اضطراب الحالة النفسية
- الحمى
- زيادة معدل ضربات القلب
- الاستسقاء العام (الوذمة)
- زيادة مقدار الدم الذي يضخه القلب
- زيادة معدل الأيض

تستجيب الأجهزة التي تتضمن أعضاء مختلفة للإصابة لاستعادة التوازن عن طريق الحفاظ على وصول الدم للقلب والدماغ. يحدث الالتهاب بعد الإصابة للحماية من أي ضرر إضافي وليبدأ عملية الشفاء. الالتهاب المطول قد يسبب متلازمة الخلل الوظيفي متعدد الأعضاء أو متلازمة الاستجابة الالتهابية الجهازية. مباشرة بعد الإصابة، يزيد الجسم من إنتاج الجلوكوز من خلال تكوين السكر ويزيد من استهلاك الدهون من خلال تحلل الدهون. بعد ذلك، يحاول الجسم تجديد مخزون الطاقة من الجلوكوز والبروتين عن طريق عمليات الأيض البِنائي. في هذه الحالة، سيقوم الجسم بزيادة استهلاك الطاقة مؤقتًا لغرض شفاء الخلايا المصابة.

## التشخيص
يعد التقييم الأولي أمرًا مهمًا في تحديد مدى خطورة الإصابات وما الذي ستكون هناك حاجة إليه للتعامل مع الإصابة ومع المخاطر المهدِّدة للحياة التي حصلت.

### الفحص البدني
يُجرى الفحص البدني الأولي لتحديد أي مشاكل تهدد الحياة، وبعدها يُجرى الفحص الثانوي. قد يحدث هذا أثناء نقل المريض أو عند وصوله إلى المستشفى. يتكون الفحص الثانوي من فحص منهجي لمناطق البطن والحوض والصدر، وفحص كامل لسطح الجسم لتحديد جميع الإصابات، وفحص عصبي. الإصابات التي من الممكن أن تظهر في وقت لاحق، قد لا تُرى أثناء الفحص الأولي، مثل الفحص الذي يُجرى عندما يُحضر المريض إلى قسم الطوارئ بالمستشفى. عمومًا، يُجرى الفحص البدني بطريقة منهجية تتحقق أولاً من أي تهديدات فورية للحياة (المسح الأولي)، ثم تقوم بإجراء فحص أكثر عمقًا (المسح الثانوي).

### التصوير
في حالة الأشخاص الذين يعانون من رضة خطيرة عادةً ما يتم أخذ أشعة سينية للصدر والحوض، واعتمادًا على آلية الإصابة وطريقة حدوثها، يُجرى تقييم مُركَّز للرضة باستخدام التصوير فوق الصوتي (FAST) للتحقق من حدوث نزيف داخلي. بالنسبة لأولئك الذين يكون لديهم ضغط الدم ومعدل ضربات القلب مستقرًا نسبيًا ومستوى الأكسجين كافيًا، فإن التصوير المقطعي المحوسب ذو فائدة. يُحَسِّن التصوير المقطعي المحوسب لكامل الجسم، والذي يُسمى بالمسح الشامل، معدلَ البقاء على قيد الحياة لأولئك الذين عانوا من رضة خطيرة. تستخدم عمليات المسح هذه، الحقن الوريدية للمادة المظللة، ولكن لا تُعطى عن طريق الفم. هناك مخاوف من أن حقن المادة المظللة في الوريد في حالات الرضة دون التأكد من سلامة عمل الكلى قد يسبب تلف الكلى، ولكن لا يبدو هذا مهمًا.
في الولايات المتحدة، يتم إجراء التصوير المقطعي المحوسب أو التصوير بالرنين المغناطيسي على 15% من المصابين برضّات في أقسام الطوارئ. عندما يكون ضغط الدم منخفضًا أو يزداد معدل ضربات القلب –ربما بسبب حدوث نزيف في البطن– يوصى بإجراء عملية جراحية فورية من دون التصوير المقطعي المحوسب. يمكن للفحوصات المقطعية الحديثة المكونة من 64 شريحة استبعاد إصابات خطيرة في الرقبة عقب الرضة الكليلة بدرجة عالية من الدقة.

### التقنيات الجراحية
غالبًا ما تستخدم التقنيات الجراحية، التي أنبوبًا أو قسطرة لتصريف السوائل من البريتون أو الصدر أو التامور، في حالات الرضة الكليلة الشديدة في الصدر أو البطن، خاصةً عندما يكون الشخص يعاني من علامات صدمة دورانية مبكرة. بالنسبة لأولئك الذين يعانون من انخفاض ضغط الدم، على الأرجح بسبب النزيف في تجويف البطن، يتم إجراء قطع جراحي خلال جدار البطن.

## الوقاية
من خلال تحديد عوامل الخطر الموجودة داخل المجتمع وخلق حلول لتقليل احتمالية حدوث الإصابة، قد تساعد أنظمة إحالة الصدمات على تعزيز الصحة العامة للسكان. تُستخدم استراتيجيات الوقاية من الإصابات عادةً للوقاية من الإصابات التي تصيب الأطفال، والذين يمثلون نسبة عالية من المُعَرَّضين للمخاطر. تتضمن استراتيجيات الوقاية من الإصابات عمومًا تثقيف عامة الناس حول عوامل الخطر المحددة ووضع استراتيجيات لتجنب الإصابات أو الحد منها. تتضمن التشريعات التي تهدف إلى منع الإصابة عادةً أحزمة الأمان ومقاعد الأطفال في السيارات والخوذات والسيطرة على الكحول وزيادة إنفاذ التشريعات. عوامل أخرى يمكن التحكم فيها، مثل تناول الأدوية التي تحتوي الكحول أو الكوكايين، تزيد من خطر الرضة عن طريق زيادة احتمال الاصطدامات المرورية والعنف وسوء المعاملة التي تحدث بسببها. عقاقير الوصفات الطبية مثل البنزوديازيبينات قد تزيد من خطر الرضة لدى كبار السن.
تتطلب رعاية الأشخاص المصابين بإصابات حادة في نظام الصحة العامة إشراك المارة وأعضاء المجتمع واختصاصيي الرعاية الصحية وأنظمة الرعاية الصحية. ويشمل تقييم الإصابة قبل الإحالة إلى المستشفى والرعاية من قبل موظفي الخدمات الطبية الطارئة، وتقييم قسم الطوارئ، والعلاج، وتهدئة الحالة، والرعاية داخل المستشفى لجميع الفئات العمرية. شبكة نظام الصدمات الراسخة هي أيضًا عنصر مهم في الاستعداد لمواجهة الكوارث في المجتمع، إذ تسهل رعاية الأشخاص الذين شاركوا في الكوارث التي تسببت في أعداد كبيرة من الإصابات، مثل الزلازل.